# سلسلة إندي كار 2008
سلسلة إندي كار 2008 (بالإنجليزية: 2008 IndyCar Series)‏ هو موسم من سلسلة إندي كار. أقيم خلال الفترة 29 مارس 2008 وحتى 26 أكتوبر 2008، وشارك فيه  50 فريقاً، وفاز فيه سكوت ديكسون.